# Mazerulles
Mazerulles é uma comuna francesa na região administrativa de Grande Leste, no departamento de Meurthe-et-Moselle. Estende-se por uma área de 6,38 km². Em 2010 a comuna tinha 279 habitantes (densidade: 43,7 hab./km²).